# Генріх II (ландграф Гессену)
Генріх II Залізний (нім. Heinrich II. Der Eiserne; бл. 1302 — 3 червня — 1376) — 3-й ландграф Гессену в 1328—1376 роках.

## Життєпис
Походив з Гессенського дому. Другий син Оттона I, ландграфа Гессена, та Адельгейди фон Равенсберг. Народився близько 1302 року. Оскільки його старший брат Оттон обрав для себе церковну кар'єру, то Генріх став спадкоємцем трону. 1321 року оженився на представниці Мейсенських Веттінів.
1328 року після смерті батька став новим ландграфом Гессена. Вимушений був продовжувати війну проти графства Нассау і архієпископства Майнцького. Того ж року у вирішальній битві біля Вецлару задав нищівної поразки майнц-нассауському війську, де загинув граф Йоганн фон Нассау-Діленбург. У серпні 1328 року після смерті майнцького архієпископа Маттіаса фон Бухегга ландграф Гессену замирився з адміністратором Майнцього архієпископства Бодуеном Люксембурзьким.
В 1329 році виступив проти розбійних лицарів з Треффурта, якого було переможено 1333 року. Усі володіння приєднано до Гессену.
1330 року значно розширив свою столицю Кассель. У 1336 році внаслідок суперечностей щодо підпорядкування феодів й монастирів Генріх II підтримав брата Людвіга проти Майнцького архієпископ Генріха III фон Фірнебурга.
У 1346 році внаслідок суперечностей щодо підпорядкування феодів й монастирів Генріх II підтримав брата Германа проти Майнцького архієпископства. Також втрутився в так звану Майнцьку схизму на боці Герлаха фон Нассау. В тому ж році придбав панство Шпангенберг. 1347 року здобув дві перемоги в битвах під Фіцларом й Гуденсбергом над Генріхом III фон Фірнебургом.
1353 року змусив Генріха III фон Фірнебурга отримати володіння архієпископства в Гессені—Кірхгайн — як феод від ландграфа. 1354 року домовився з Герлахом фон Нассау, який нарешті став архієпископом Майнца, закріпити світські повноваження за Генріхом II над духовенством у ландграфстві. Потім отримав частку в Райнгардсвальді. Пізніше він також придбав частину Падерборна. 1357 року викупив частину панства Іттер.
1360 року разом з Єлизаветою фон Геннеберг-Шлойсінген став співвласником панства Шмалькальден. 1364 року розпочато зведення собору Св. Мартина в Касселі. Але в подальшому через війну його не було завершено (відкрито лише 1462 року).
У 1366 році виникло питання спадкування Гессен, у оскільки син Генріха II — Оттон — помер. Спочатку планував скласти заповіт на користь родича Оттона I Вельфа, герцога Брауншвейг-Геттінгена. Втім 1367 року Генріх II склав новий заповіт на користь небожа Германа. Внаслідок цього Оттон I виступив проти Генріха II. Проте останній відбив напад.
1370 року проти гессенського ландграфа виступив Оттон I, герцог Брауншвейг-Геттінген, в союзі з графом Готфрідом VII фон Ціґенгаймом. На їх бік перейшло багато гессенських лицарів. Також підтримка надійшла від вестфальців й тюрингців. Усі вони утворили Зірковий союз проти Генріха II. Лише міста залишилися вірними ландграфу Гессенському. 1371 року він уклав союз з Фрідріхом III Веттіном, ландграфом Тюрингії.
Становище Генріха II ще більше погіршилося 1372 року, коли проти нього виступив граф Йоганн I фон Нассау. На допомогу ландграфу прийшли війська на чолі із Бальтазаром Веттіном. У 1373 році в Ешвеге спільно зі своїм спадкоємцем Германом уклав договір з Фрідріхом III Веттіном та його братами щодо обопільного спадкування володінь на випадок вимирання одного з родів. 1375 року імператор Карл IV Люксембург підтвердив заповіт Генріха II щодо Германа. Внаслідок цього 1376 року Оттон I Брауншвейг-Геттінгенський вимушений був замиритися з ландграфом Гессенським.
Разом з тим війна виснажила економіку Гессену. В результаті ще 1375 року Генріх II впровадив новий податок на імпортні товари. Це викликало повстання в Касселі, під час якого було захоплено ландграфський замок. Але зрештою Генріх II придушив виступив.
Помер 1376 року. Поховано в церкві Св. Єлізавети в Марбурзі. Владу успадкував його небіж Герман I.

## Родина
Дружина — Єлізавета, донька Фрідріха I Веттіна, ландграфа Тюрингії
Діти:
- Оттон (1322—1366)
- Юдит (померла дитиною)
- Адельгейда (1324—1371), дружина Казимира III П'яста, короля Польщі і Русі.
- Єлизавета (д/н—1390), дружина Ернста I Вельфа, герцога Брауншвейг-Геттінгена
- Маргарита (д/н—1353), черниця в абатстві Гайдау (в м. Альтморшен)